# Gamonal
Gamonal är en ort i Spanien.   Den ligger i provinsen Toledo och regionen Kastilien-La Mancha, i den centrala delen av landet, 120 km väster om huvudstaden Madrid. Gamonal ligger 426 meter över havet och antalet invånare är 979.
Terrängen runt Gamonal är lite kuperad. Runt Gamonal är det tätbefolkat, med 266 invånare per kvadratkilometer. Närmaste större samhälle är Talavera de la Reina, 11,2 km öster om Gamonal. Trakten runt Gamonal består i huvudsak av gräsmarker.